# Mike Harris
Mike Harris (Mufulira, 25 de maio de 1939 – Durban, 8 de novembro de 2021) foi um ex-piloto de Fórmula 1 sul-africano.
Correu apenas uma prova, o GP da África do Sul de 1962, pela Cooper. Acabou por não pontuar (teve problemas com o motor Alfa Romeo de seu carro).
Apesar de ter corrido com licença sul-africana, Harris é, até hoje, o único piloto zambiano a correr na F-1.
Harris morreu em Durban em 8 de novembro de 2021, aos 82 anos de idade.